# Ферекрат
Ферекрат (дав.-гр. Φερεκράτης; 2-а половина V століття до н. е. ) — давньогрецький поет й комедіограф, представник давньої аттичної комедії.

## Життя та творчість
Народився в Афінах. Про його родину немає відомостей. Був сучасником драматургів Кратіна й Кратета. Спочатку був актором, виступаючи у п'єсах своїх сучасників, потім сам став писати комедії. Розквіт творчості Ферекрата припав на 440—420-х роки до н. е. Один раз перемагав на Великих Діонісіях та двічі на Ленеях (серед них у 437 році до н. е.).
У доробку Ферекрата було 19 п'єс, з яких збереглося лише 288 уривків. Вони відрізняються багатством й широтою уяви автора, елегантністю стилю та чистотою мови. Найвідомішою комедією є «Гірники». Був винахідником нового віршованого метра, що використовували наступні давньогрецький драматурги, а згодом й Горацій. Цей метр отримав назву «ферекратів верс».

## Найвідоміші твори
- Гірники
- Добродії
- Дикуни
- Псевдогеракл
- Відьми
- Дезертири
- Забудькуватий
- Коштовності
- Коріанно
- Тиранія
- Перси
- Хірон